# Stade Habib Bouakeul
Stade Habib Bouakeul (arab. ملعب الحبيب بوعقل, Malʿab Al-Ḥabīb Bū ʿAql) – stadion piłkarski w Oranie, w Algierii. Obiekt może pomieścić 20 000 widzów. Swoje spotkania rozgrywają na nim piłkarze klubu ASM Oran.